# Ravnstrup Kirke
Ravnstrup Kirke er sognekirke i Ravnstrup Sogn, beliggende i landsbyen Ravnstrup vest for Viborg.

## Historie
Kirken blev opført omkring år 1200 i romansk stil, med kampesten fundet i lokalområdet. Klokketårnet og våbenhuset er senere tilbygninger.
I tårnet hænger to klokker. Den ældste er fra 1614, og bærer indskriften “SI DEUS PRO NOBIS QUIS CONTRA NOS”. ("Er Gud for os, hvem kan da være imod os?”), der er et citat fra Romerbrevet. Den største klokke blev i 1973 skænket til kirken af den lokale gårdejer Jørgen Jørgensen. Prædikestolen i kirken er fra 1634
I årene 1996-97 brugte menighedsrådet 1.500.000 kr. på en indendørs renovering.
Før kommunalreformen i 1970 hørte kirken under Nørlyng Herred.